# 京斯頓-羅普大道車站
京斯頓-羅普大道車站（英語：Kingston–Throop Avenues station）是紐約地鐵IND福爾頓街線的一個慢車地鐵站，位於布魯克林韋克斯維爾介乎京斯頓及羅普大道的福爾頓街，設有C線（任何時候停站（深夜除外））及A線（僅深夜停站）列車服務。

## 車站結構
| Ground | 街道     | 出入口                                                                     |
| 月台層 | 側式月台 | 側式月台                                                                   |
| 月台層 | 西行慢車 | ← 往168街 (諾斯特蘭大道) ← 深夜時往英伍德-207街 (諾斯特蘭大道)             |
| 月台層 | 西行快車 | ← 不停靠                                                                   |
| 月台層 | 東行快車 | → 不停靠 →                                                                 |
| 月台層 | 東行慢車 | → 往尤克利德大道 (猶提卡大道) → → 深夜時往遠洛克威-莫特大道 (猶提卡大道) → |
| 月台層 | 側式月台 |                                                                            |

此地下車站在1936年4月9日啟用，設有兩個不並排的側式月台和四條軌道，南行月台位於北行月台西側大約300英呎。兩條中央軌道在日間有A線快車使用。月台基本上是無柱，但在閘機區附近有一些暗黃色的工字梁。

## 外部連結
- 维基共享资源上的相關多媒體資源：京斯頓-羅普大道車站
- nycsubway.org—IND Fulton: Kingston/Throop Aves
- Station Reporter — C Train
- The Subway Nut — Kingston–Throop Avenues Pictures （页面存档备份，存于）
- Kingston Avenue entrance from Google Maps Street View
- Throop Avenue entrance from Google Maps Street View
- Platforms from Google Maps Street View